# شهرستان ینگی‌قرغان
ناحیهٔ ینگی‌قرغان (به ازبکی: Yangiqoʻrgʻon tumani، ینگی قۉرغان تومانی) یک ناحیه در ازبکستان است که در ولایت نمنگان واقع شده‌است. ناحیه ینگی‌قرغان ۵۴۰ کیلومتر مربع مساحت و ۱۶۶٬۷۰۰ نفر جمعیت دارد.